# Синові пора одружитися
«Синові пора одружитися» — радянський кольоровий художній фільм, знятий режисером Тахіром Сабіровим в 1959 році на кіностудії «Таджикфільм». Прем'єра фільму відбулася в січні 1960 року в Душанбе, 6 липня 1960 року в Москві.

## Сюжет
Двоє друзів зоотехнік Азам і художник Сайфі закохалися в дівчат, на ім'я Зебо, одну з яких прозвали смаглявою, а іншу — ніжною. Про те які плутанини й непорозуміння відбулися в результаті розповідає ця музична комедія.

## У ролях
- Марат Аріпов — художник Сайфі
- Розія Акобірова — смаглява Зебо
- Ділбар Касимова — лікар
- Джахон Саїдмурадов — зоотехнік Азам
- Софія Туйбаєва — сусідка
- Аслі Бурханов — Карім-ака
- Гульчехра Бакаєва — мати
- Самаріддін Сагдієв — сусід
- Йормамад Ашурмамадов — міліціонер

## Знімальна група
- Режисер: Тахір Сабіров
- Сценарист: Шамсі Кіямов
- Оператор: Г. Нікітін
- Композитор: Зіядулло Шахіді, Юрій Тер-Осіпов
- Художник: Олександр Вагічев
- Текст пісень: Гарольд Регістан, А. Шукухі
- Виконавиця пісень: Рена Галібова
- Директор: С. Тучинян